# Victorious: Music from the Hit TV Show
Victorious: Music from the Hit TV Show ist der Soundtrack zur gleichnamigen Fernsehserie. Die meisten Songs sind auch in verschiedenen Episoden der Serie zu hören.

## Veröffentlichung
In den USA wurde der Soundtrack am 2. August 2011 veröffentlicht. Die ersten 1.000 Vorbestellungen erhielten die CD mit einem Autogramm von Justice, zusätzlich gab es zu jeder Bestellung des Soundtracks, die vor dem 19. Juli 2011 aufgegeben wurde, ein Fan-Paket mit einem speziellen Victorious-Poster dazu. Am 7. Oktober 2011 erschien das Album auch in Deutschland.

## Singles
Make It Shine
Make It Shine wird von Victoria Justice gesungen und wurde von Dr. Luke und Michael Corcoran produziert. Der Song wurde am 13. April 2010 in den USA veröffentlicht. Der Song stieg auf Platz 16 der amerikanischen Billboard Bubbling Under Hot 100 Singles Charts ein. Außerdem ist er das Titellied zur Serie.
Freak the Freak Out
Das Lied wurde am 22. November 2010 veröffentlicht. Es wird in dem Victorious-Film Das hässliche Entlein von Victoria Justice gesungen. Das dazugehörige Musikvideo wenige Tage danach veröffentlicht. Es zeigt Justice und ihre Schauspiel-Kollegen beim Party machen in einer Disko.
Beggin’ on Your Knees
"Beggin’ on Your Knees" ist die dritte Single und wurde zur Staffelpremiere der zweiten Staffel gespielt. Der Song wurde am 1. April 2011 veröffentlicht. Das Musikvideo feierte am 12. März 2011 nach dem Nickelodeon-Film Best Player erstausgestrahlt. Das Video wurde von Marcus Wagner am Santa Monica Pier gedreht. Das Lied stieg auf Platz 58 ein. Victoria Justice bot das Lied zur Countdown-Show zu den Nick Kids’ Choice Awards 2011 zum ersten Mal live dar.
Best Friend’s Brother
Best Friend’s Brother ist die vierte Single von dem Album. Es wurde am 20. Mai 2011 veröffentlicht, das dazugehörige Musikvideo wurde am 28. Mai 2011 zum ersten Mal gezeigt. Das Lied stieg auf Platz 86 der U.S. Billboard Hot 100.
Leave It All to Shine
Leave It All to Shine ist das Titellied zum Crossover-Event iCarly: Party mit Victorious. Das Lied ist ein Mix aus Leave It All to Me von iCarly und Make It Shine aus Victorious. Der Song wurde am 5. Juni 2011 veröffentlicht, ein Video am 11. Juni 2011.
I Want You Back
Der Coversong von den Jackson 5 wurde am 23. Juli 2011 veröffentlicht. Er wurde außerdem in dem Victorious-Film Locked Up gespielt.

## Titelliste
1. Make It Shine – Victoria Justice
2. Freak the Freak Out – Victoria Justice feat. Victorious-Cast
3. Best Friend’s Brother – Victoria Justice
4. Beggin’ on Your Knees – Victoria Justice
5. All I Want Is Everything – Victoria Justice
6. You’re the Reason – Victoria Justice
7. Give It Up – Elizabeth Gillies & Ariana Grande
8. I Want You Back – Victoria Justice
9. Song2You – Leon Thomas III feat. Victoria Justice
10. Tell Me That You Love Me – Victoria Justice
11. Finally Falling – Victoria Justice feat. Avan Jogia
12. Leave It All to Shine – Victoria Justice & Miranda Cosgrove
13. Broken Glass – Matt Bennett

## Chartplatzierungen
| ChartsChartplatzierungen       | Höchstplatzierung | Wochen |
| ------------------------------ | ----------------- | ------ |
| Deutschland (GfK)              | 100 (1 Wo.)       | 1      |
| Österreich (Ö3)                | 35 (6 Wo.)        | 6      |
| Schweiz (IFPI)                 | 69 (2 Wo.)        | 2      |
| Vereinigte Staaten (Billboard) | 5 (11 Wo.)        | 11     |

## Auftritte

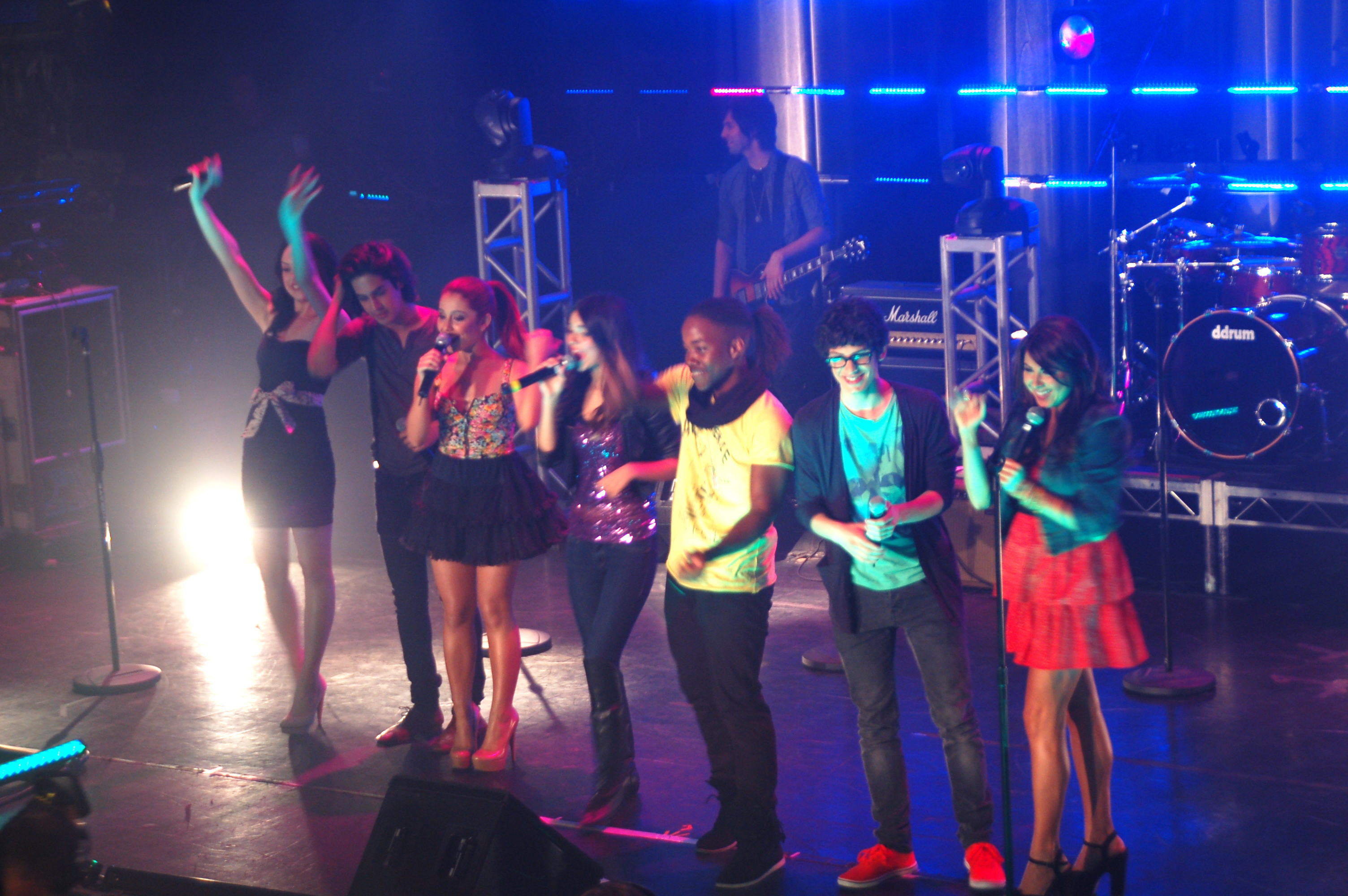
Ein Konzertauftritt der Hauptbesetzung der Serie im Mai 2011

In den USA gab es einige Konzerte, bei denen die Darsteller die Lieder aus der Serie spielen.